# Tomislav Kolakovič
Stjepan Tomislav Kolakovič, rodným jménem Poglajen (8. září 1906, Podgorač, Chorvatsko – 1981? 1990?, Paříž, Francie?), byl chorvatský kněz, člen jezuitského řádu. Výrazně se angažoval v evangelizační činnosti, kladl zásadní důraz na aktivně žité křesťanství. Usiloval o větší zapojení laiků do života církve, na Slovensku i v českých zemích zakládal kroužky věřících zvané Rodina, významně se podílel na rozvoji katolického disentu.

## Život
Tomislav Poglajen studoval filosofii, teologii a sociologii. Byl ovlivněn názory Emmanuela Mourniera, Roberta Schumana nebo kardinála Jozefa Cardijna. Nějakou dobu pracoval jako redaktor jezuitské revue Život. V roce 1935 byl v belgické Lovani vysvěcen na kněze.
Od roku 1940 Poglajen, který hovořil několika světovými jazyky, přednášel sociologii v Záhřebu. Téhož roku se stal profesorem sociologie a morální teologie u jezuitů v Sarajevu. Když na něj v roce 1941 zaměřilo svou pozornost gestapo, odjel do bezpečnějšího Splitu a začal používat dívčí jméno své matky – Kolakovič.
V září 1943 se dostal na Slovensko, kde zakládal kroužky Rodiny. K jejím sympatizantům patřil např. řeckokatolický biskup, blahoslavený Pavol Gojdič. Později působil i v Praze, kde rovněž vznikl kroužek Rodiny. Angažoval se v něm např. teolog Josef Zvěřina nebo profesorka Růžena Vacková, později Oto Mádr. Mezi osobnosti, které Kolakoviče podporovaly, patřil i pozdější kardinál Josef Beran, biskup Štěpán Trochta, teologové Alexander Heidler a Antonín Mandl nebo jezuita Adolf Kajpr.
| „                    | Věříme, že každý člověk je druhý Kristus. | “ |
| — Tomislav Kolakovič |                                           |   |

### Po roce 1946
O dalším Kolakovičově působení existují jen kusé a ne vždy doložené zprávy, uvádí Václav Vaško. Pobýval v Římě, v New Yorku, v Indii se setkal s Matkou Terezou, navštívil Čínu. Koncem 70. let nechal z Vídně pozdravovat slovenskou i českou Rodinu. Kdy, kde a jak zemřel, zůstává neznámé. Pravděpodobně v Paříži, snad v roce 1981, snad v roce 1990.

### Setkání s Václavem Vaškem
Zcela zásadní bylo setkání s Kolakovičem pro život katolického aktivisty, pozdějšího politického vězně Václava Vaška. „Od setkání s Kolakovičem datuji svou konverzi od tradičního katolicismu k uvědomělému a angažovanému křesťanství... Představa, že se mám stát apoštolem a že je to vlastně posláním každého křesťana, mě v celém mém dalším životě střídavě uchvacovala a deprimovala, podle toho, zda jsem se ke svému novému ideálu blížil nebo se od něj vzdaloval.“
| „                    | Neboj se a jednej vždy tak, jak myslíš, že by na tvém místě a v konkrétní situaci jednal Kristus. | “ |
| — Tomislav Kolakovič |                                                                                                   |   |

## Dílo
- God’s Underground, New York, 1949, publikováno pod jménem Father George. Předmluva Fulton Sheen